# کیوبالینگ، استرالیای غربی
کیوبالینگ (به انگلیسی: Cuballing) یک شهرک در استرالیا است که در استرالیای غربی واقع شده‌است.